# 1058
1058. је била проста година.

## Догађаји
- Википедија:Непознат датум — Владавина арапске династије Абадида у Севиљи у данашњој Шпанији (од 1023. до 1091).

- Смрт Лулаха, пасторка Магбета од Шкотске.
- На сабору у Сијени изабран је Жерар де Шеврон за римског папу. Устоличен је 24. јануара 1059. под именом папа Никола II.
- Болеслав II Смели (1039-1081) постао је кнез Пољске.
- Исак Комнин је конфисковао део земље од византијске аристократије и манастира.
- Уклањање и прогонство цариградског патријарха Михаила Керуларија од стране византијског цара Исака Комнина.
- Алп Арслан је угушио побуну Ибрахима Јанала против султана Тогрул-бека.

## Рођења
- Википедија:Непознат датум — Балдуин I Јерусалимски, краљ Јерусалима

## Смрти
- Казимир I Обновитељ

- Михаило (син логотета Анастасија)

- Петар I Орсеоло

- Папа Стефан IX
- Стјепан I Трпимировић